# Burntcoat Head
Burntcoat Head är en udde i Kanada.   Den ligger i provinsen Nova Scotia, i den östra delen av landet, 900 km öster om huvudstaden Ottawa.
Terrängen inåt land är platt. Havet är nära Burntcoat Head åt nordväst. Runt Burntcoat Head är det glesbefolkat, med 11 invånare per kvadratkilometer..
I omgivningarna runt Burntcoat Head växer i huvudsak blandskog.